# Slag bij Asculum (209 v.Chr.)
De Slag bij Asculum werd uitgevochten in 209 v.Chr. tijdens de Tweede Punische Oorlog tussen Hannibal's Carthaagse leger en een Romeins leger, aangevoerd door Marcus Claudius Marcellus. Omdat het gevecht onbeslist bleef, werd Marcellus teruggeroepen naar Rome wegens slecht leiderschap.